# Dritter Burghof (Prager Burg)

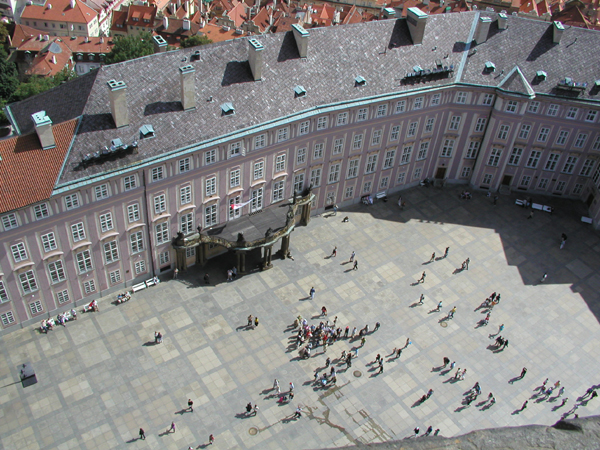
Der dritte Burghof, Blick vom Veitsdom.

Der Dritte Burghof der Prager Burg (tschechisch Třetí nádvoří Pražského hradu) ist der größte und bedeutendste der vier Burghöfe. Er liegt im zentralen und ältesten Teil der Burg, wo seit mehr als 1000 Jahren die böhmischen Fürsten und Könige residierten. Der dritte Burghof wird vom mächtigen gotischen Veitsdom dominiert, der mit seinen Türmen das weithin sichtbare Wahrzeichen der Prager Burg ist.
Von der Westseite aus betritt man den dritten Burghof durch einen Durchgang vom zweiten Burghof, im Norden mündet die Vikářská -Straße ein und von der Ostseite aus führt ein Durchgang zwischen dem Dom und dem Alten Königspalast zum St.-Georgs-Platz (náměstí U Svatého Jiří). Die sogenannte Stiertreppe an der Südseite führt hinunter in den Wallgarten.

## Geschichte

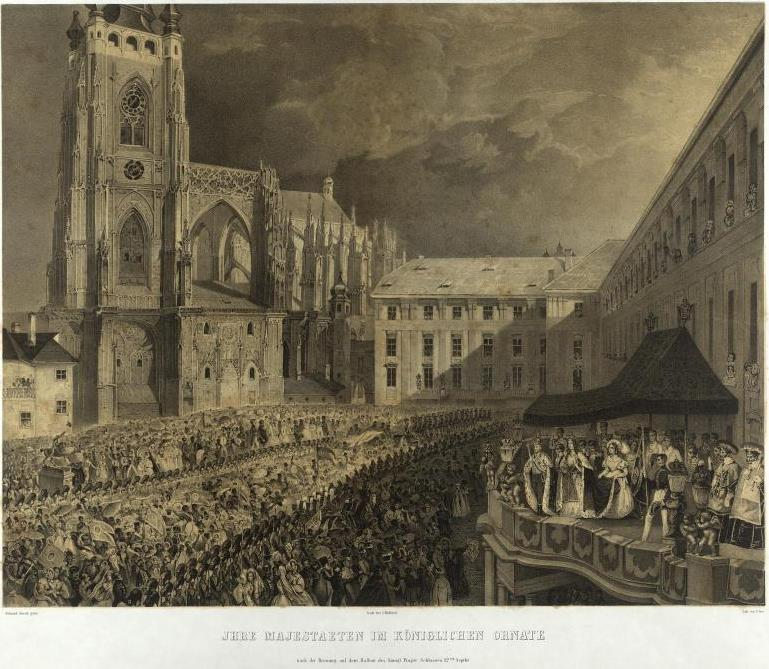
Burghof bei der Krönung Ferdinands I. im Jahr 1836

Archäologische Ausgrabungen belegen, dass bereits im 9. Jahrhundert an der Stelle des heutigen dritten Burghofs eine befestigte Siedlung bestand. Das erste steinerne Gebäude auf der Burg war die von Fürst Bořivoj I. aus dem Geschlecht der Přemysliden gegründete Marienkirche, deren freigelegte Fundamente in einer Glasvitrine im Durchgang zwischen dem vierten und zweiten Burghof zu sehen sind. Die Bedeutung der Siedlung wuchs, als Fürst Wenzel im 10. Jahrhundert die Veitsrotunde gründete. Später wurde hier auch eine Bischofsresidenz mit der angrenzenden Mauritiuskapelle gebaut, sie stand an der Stelle der heutigen Alten Propstei. Die Kapelle wurde im 18. Jahrhundert abgerissen. Im 11. Jahrhundert wurde die Veitsrotunde durch eine dreischiffige romanische Basilika ersetzt.
Anfang des 12. Jahrhunderts begann Fürst Soběslav I. mit dem Umbau der Burg zu einer romanischen Festung. An der Westseite des heutigen dritten Burghofs entstand eine Wehrmauer, an deren südlichem Teil neben dem Burgtor der Weiße Turm errichtet wurde. An der Ostseite wurde der romanische Königspalast gebaut, dessen Reste im Souterrain des heutigen Alten Königspalastes zu sehen sind. Im Bereich des heutigen dritten Burghofs wurden Reste des Burggrabens zugeschüttet, der ursprünglich den westlichen Teil vom östlichen Teil mit der Basilika und dem Königspalast trennte.
Im Jahr 1344 legte Kaiser Karl IV. den Grundstein für eine neue gotische Kathedrale an der Stelle der romanischen Basilika. Ihre Fertigstellung dauerte fast 600 Jahre, sie wurde am 19. September 1929, dem damals angenommenen tausendjährigen Todestag des heiligen Wenzel, gefeiert. Während der Herrschaft der Habsburger entstanden im 16. und 17. Jahrhundert neue Palastgebäude an der Süd- und Westseite des Burghofs. Unter Maria Theresia wurden im 18. Jahrhundert nach Plänen des Wiener Hofarchitekten Nikolaus von Pacassi die Palastgebäude an allen drei Seiten unter einer einheitlichen Fassade im Stil des Wiener Barockklassizismus zusammengefasst. Der Südflügel erhielt zur Huldigung des Monarchen einen Balkon (den heutigen Präsidentenbalkon).
Nach der Gründung der Tschechoslowakischen Republik im Jahr 1918 wurde die Prager Burg zur Residenz des Staatspräsidenten. Mit der Instandsetzung und Neugestaltung des gesamten Burgareals wurde der slowenische Architekt Jože Plečnik beauftragt. Plečnik vereinheitlichte das Niveau des dritten Burghofs und entwarf einen neuen einheitlichen Pflasterbelag aus Granitblöcken. Er schuf auch den imposanten 15,5 Meter hohen Granitmonolithen als Denkmal für die Opfer des Ersten Weltkriegs, entwarf einen neuen Brunnen für das Reiterstandbild des heiligen Georg aus dem 14. Jahrhundert und die Stiertreppe.

## Gebäude und Objekte

### Nordseite

Nordseite mit dem Veitsdom

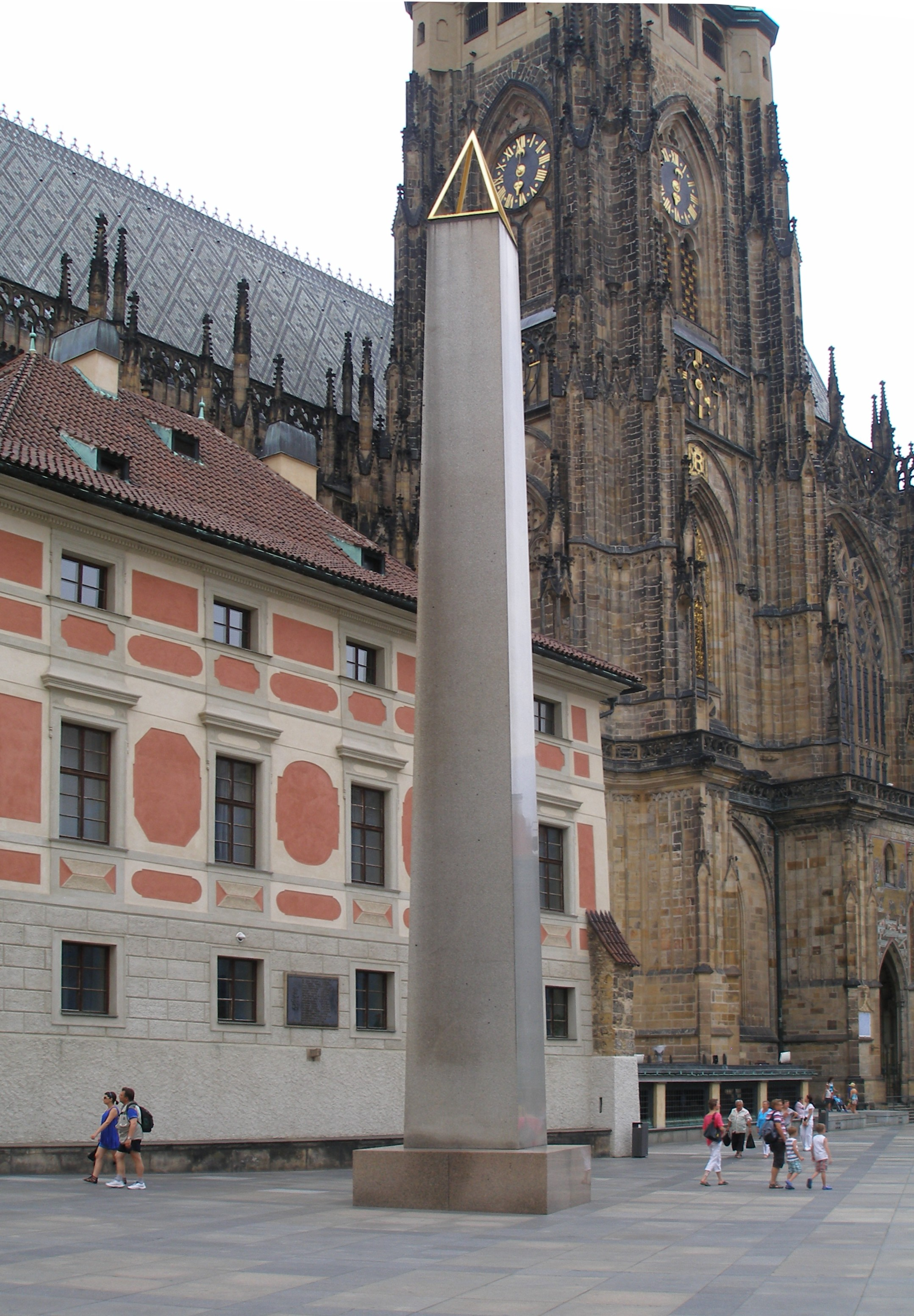
Obelisk vor der Alten Propstei

- Der mächtige gotische Veitsdom, die größte und bedeutendste Kirche Prags, dominiert die Nordseite des dritten Burghofs. Mit seinen Türmen ist er ein markanter Teil des Burgpanoramas.
  - Neugotische Westfassade mit dem Haupteingang und den zwei hohen neugotischen Türmen. Das große Rosettenfenster mit einem Durchmesser von 10,4 m stellt die Erschaffung der Welt dar. In den Platz vor der Westfassade mündet im Norden die Vikářská-Straße ein, die an der Nordseite der Kathedrale entlangführt.
  - Der 97 m hohe Große Turm (Velká věž) an der Südseite gilt als der schönste Kirchturm Tschechiens. Mit dem Bau begann 1396 Peter Parler, die Renaissancegalerie stammt von Bonifaz Wohlmut und Hans Tirol (1560–1562), das Zwiebeldach von Nikolaus Pacassi (1771). An der Außenseite befindet sich ein vergoldetes Renaissancegitter mit den Initialen Rudolfs II. und eine Turmuhr aus dem Jahr 1552 mit zwei übereinanderliegenden Zifferblättern – das obere zeigt die Stunden an, das untere, unter dem Doppelfenster, die Viertelstunden und Minuten. Im Turm hängt die Sigismundglocke aus dem Jahr 1549, die größte Glocke in Tschechien. Der Turm ist im Sommer zugänglich.[5][6]
  - Die gotische Goldene Pforte (Zlatá brána) von Peter Parler (1366–1367) mit dem Mosaik des Jüngsten Gerichts (1370–1371). Durch die Goldene Pforte zogen einst die böhmischen Könige zur Krönung in den Dom ein. Dahinter befinden sich im Inneren des Doms die Wenzelskapelle mit dem Grab des böhmischen Landespatrons, die 1362–1367 von Peter Parler an der Stelle der ursprünglichen romanischen Veitsrotunde errichtet wurde, und die Kronkammer mit den böhmischen Krönungsinsignien.[7][5]
- Alte Propstei (Staré proboštství), ehemalige Residenz Prager Bischöfe, südlich vor dem Veitsdom. In einer Nische an der Südwestecke befindet sich eine Statue des heiligen Wenzel von Johann Georg Bendl aus dem Jahr 1662. An der Ostseite des Gebäudes sind Teile des romanischen Mauerwerks freigelegt.
- Ausgrabungen der 1880 abgerissenen Mauritiuskapelle und eines Teils der romanischen Basilika. Sie wurden von Jože Plečnik bei der Neugestaltung des Burghofs in den 1920er Jahren freigelegt, mit einer Betonplatte abgedeckt und sind durch ein Ziergitter sichtbar.

### Ostseite

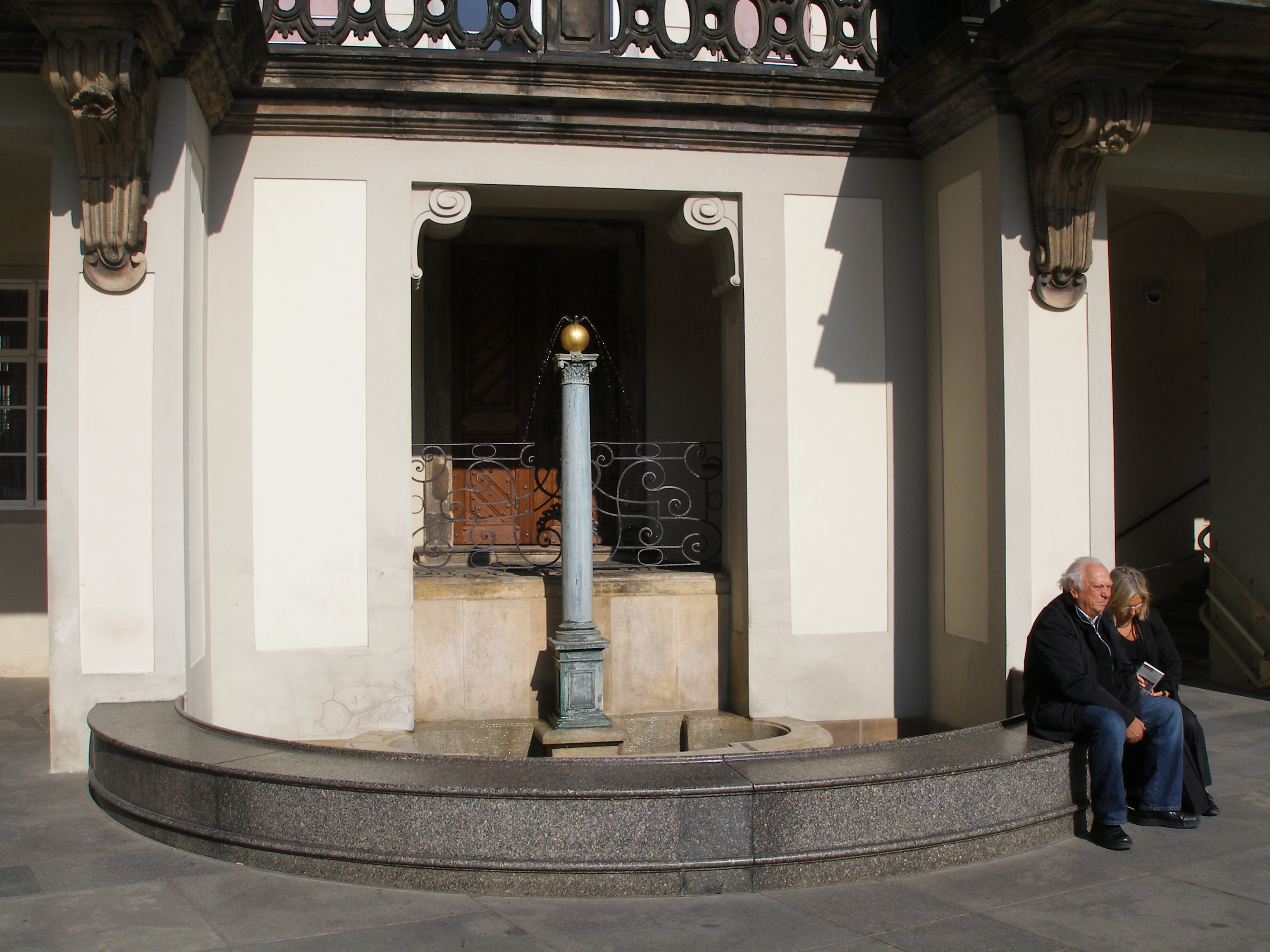
Adlerbrunnen

- Im Osten grenzt der dritte Burghof an den Westflügel des Alten Königspalastes (Starý královský palác), der ehemaligen Residenz böhmischer Fürsten und Könige, mit dem Grünen Salon und der Vorhalle mit Eingang zum Vladislavsaal.
- Adlerbrunnen (Orlí kašna) vor dem Eingangsportikus des Alten Königspalastes, errichtet von Jože Plečnik unter Verwendung eines Teils des barocken Caratti-Brunnens, der ursprünglich im dritten Burghof stand und die Georgstatue trug. Für diese Statue schuf Plečnik im dritten Burghof einen neuen Brunnen.
- Überdachte Brücke zwischen dem Alten Königspalast und dem königlichen Oratorium im Veitsdom. Darunter, am abgesenkten Innenhof des Alten Königspalastes vorbei, führt der Durchgang zum St.-Georgs-Platz (náměstí U Svatého Jiří).

### Südseite

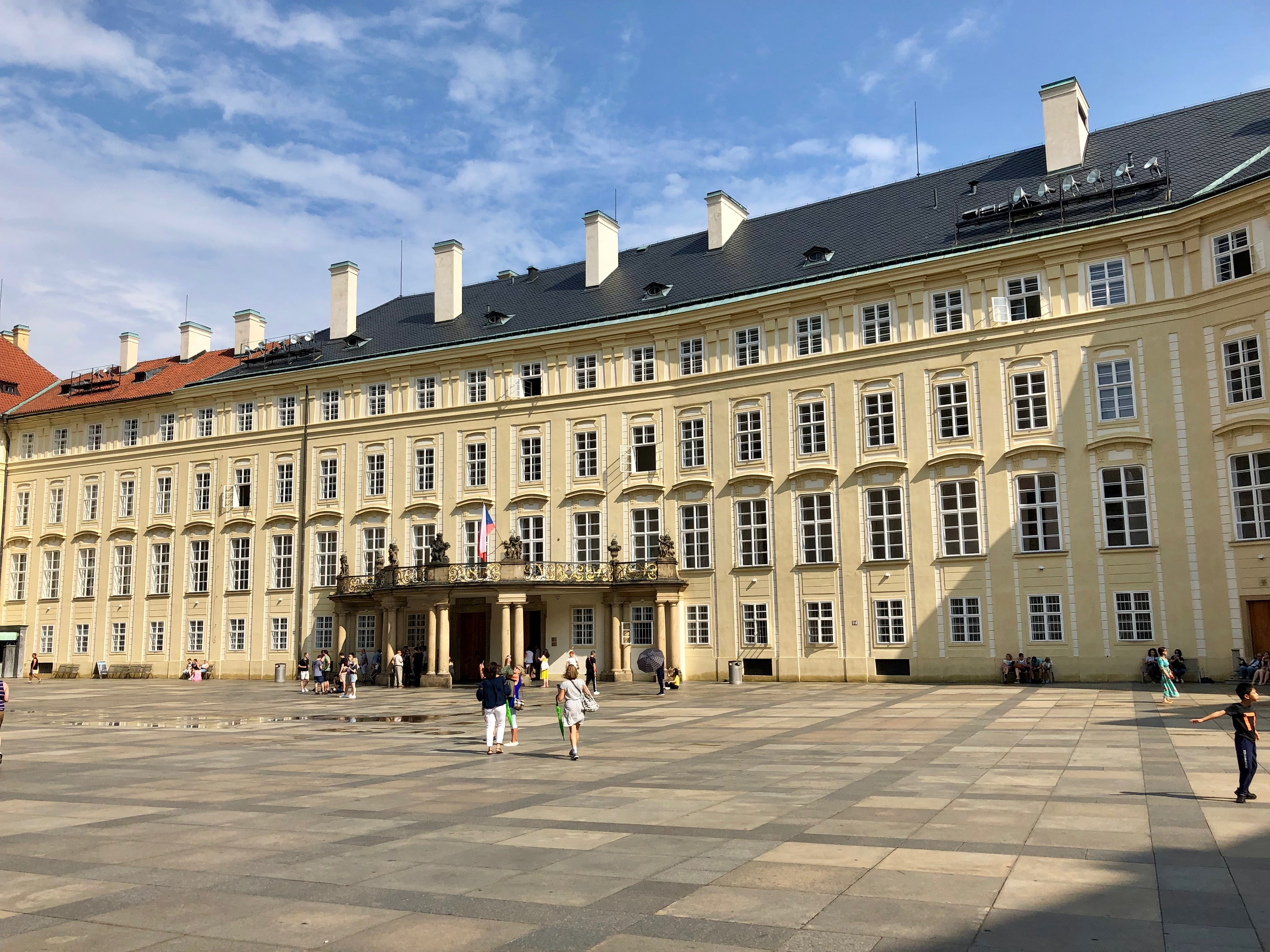
Südseite mit dem Präsidentenbalkon

- Im Süden wird der dritte Burghof durch den Südflügel der Prager Burg begrenzt. Der Südflügel entstand in seiner heutigen Form im 18. Jahrhundert durch die Vereinigung mehrerer Vorgängerbauten unter einer einheitlichen Fassade. Hier befinden sich die Repräsentationsräume des Präsidenten.
- Der Präsidentenbalkon mit den Lichtträgerstatuen von Ignaz Franz Platzer aus dem 18. Jahrhundert. Von diesem Balkon aus spricht der Präsident zu besonderen Anlässen.
- Eingang zur Stiertreppe (Býčí schodiště) in den Wallgarten, erbaut von Jože Plečnik in den Jahren 1929 bis 1931.[4]

### Westseite
- Im Westen wird der dritte Burghof durch den mittleren Flügel des Neuen Königspalastes begrenzt. Er wurde Ende des 16. Jahrhunderts unter Kaiser Rudolf II. vom Architekten Giovanni Gargioli an der ehemaligen romanischen Wehrmauer errichtet und diente vor allem der Ausstellung der umfangreichen rudolfinischen Kunstsammlungen. Die heutige Gestalt geht auf den Umbau der Prager Burg unter Maria Theresia im 18. Jahrhundert zurück.
- Durchgang zum zweiten Burghof. Im Durchgang ist ein freigelegter Teil der romanischen Burgmauer zu sehen.
- Der Weiße Turm, ein romanischer Wehrturm aus dem 12. Jahrhundert, heute in den mittleren Palastflügel integriert und hinter einer Fassade mit Blindfenstern verborgen.
- Der Präsidentendurchgang mit dem Zugang zum Präsidentenappartement. Dies war der mittelalterliche Westeingang zur Burg.
- Touristinformationszentrum der Prager Burg gegenüber der Alten Propstei.

### Im Burghof

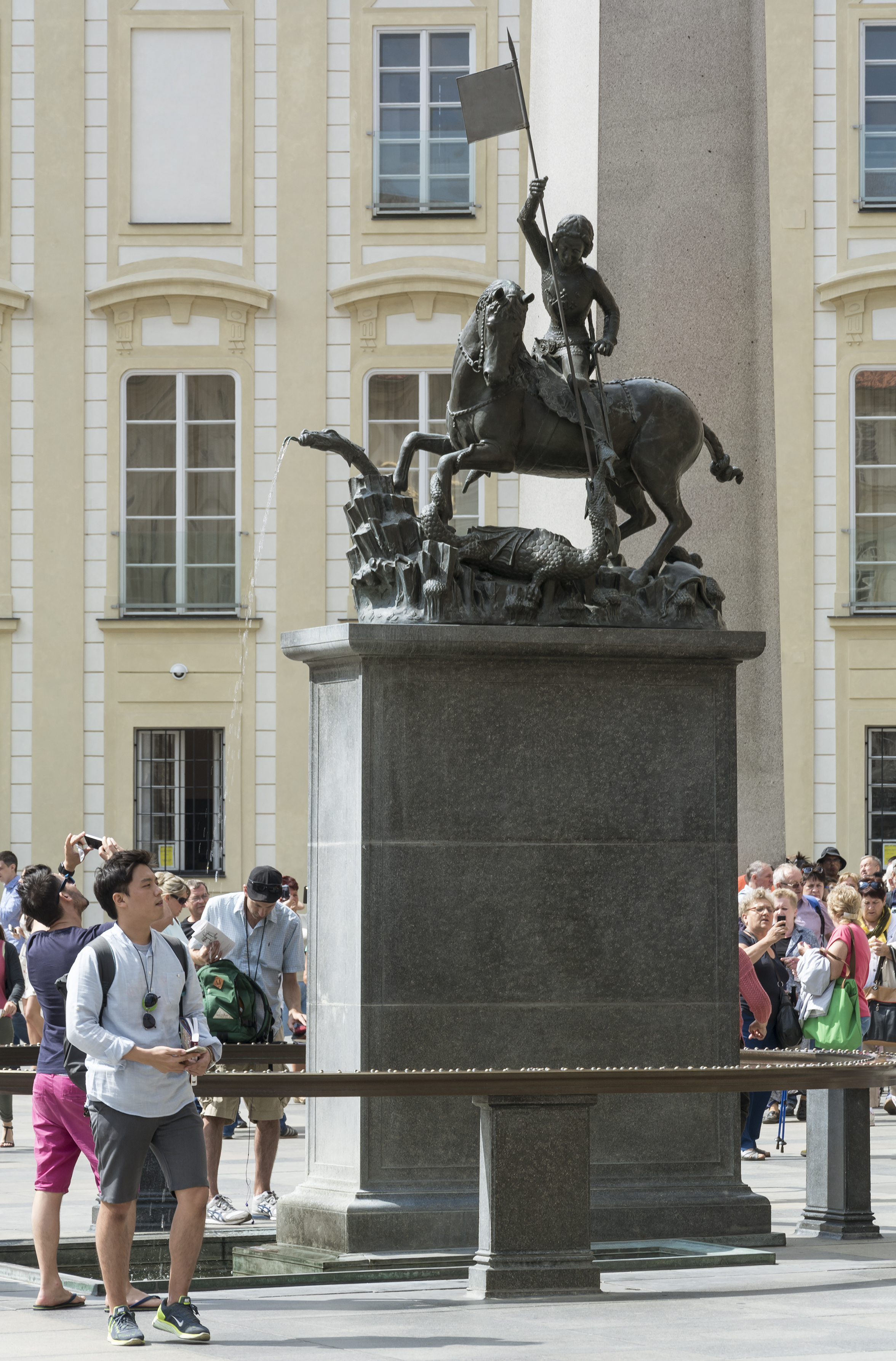
Reiterstandbild des hl. Georg auf einem Brunnen von Plečnik.

- Der Mrákotíner Monolith – ein von Jože Plečnik entworfener Granitmonolith zum Gedenken an die Opfer des Ersten Weltkrieges, der 1928 zum zehnten Jahrestag der Gründung der Tschechoslowakei aufgestellt wurde.
- Die St.-Georg-Statue gilt als Meisterwerk gotischer Bildhauerkunst und wurde 1373 von den Brüdern Georg und Martin von Klausenburg (Siebenbürgen) gegossen. Das bronzene Reiterstandbild (Kopie) steht auf einem modernen Brunnen aus Diorit, der 1928 von Jože Plečnik geschaffen wurde. Das Original befindet sich in einer Ausstellung im Souterrain des Alten Königspalastes.[6]
- Granitpflasterung in großen Quadraten senkrecht zum Präsidentenbalkon, entworfen von Jože Plečnik bei der Neugestaltung des dritten Burghofs in den 1920er Jahren.